# Tonight (Iggy Pop)
Tonight is een nummer geschreven door de Britse muzikant David Bowie en de Amerikaanse muzikant Iggy Pop, dat voor het eerst verscheen op Pops tweede soloalbum Lust for Life uit 1977. Herman van Veen heeft van dit nummer een Duitstalige versie gemaakt, genaamd Der letzte Tanz, dat verscheen op de B-kant van de single Anne. Later vertaalde hij het nummer naar het Nederlands met de titel De laatste dans.

## David Bowie
In 1984 verscheen Tonight tevens op Bowie's gelijknamige album Tonight, waarbij hij in duet ging met de Amerikaanse zangeres Tina Turner. Echter werd alleen Bowie genoemd als artiest op het nummer. Dit werd het uitgebracht als tweede single van dit album, maar het bereikte slechts de 53e plaats, zowel in Engeland als in de Verenigde Staten.
De versie van Bowie en Turner heeft sterke reggae-invloeden. In deze versie werd de openingszin uit de originele opname van Iggy Pop verwijderd. Deze zin is gericht aan een geliefde die stervende is na een overdosis aan heroïne. Bowie vond dat deze zin niet bij zijn versie paste en wilde dit ook niet toebrengen aan Turners deel van het nummer.

### Tracks
1. "Tonight" (Bowie, Pop) - 3:43
2. "Tumble and Twirl" (Bowie, Pop) - 4:56

### Muzikanten
- David Bowie, Tina Turner: zang
- Carlos Alomar: gitaar
- Carmine Rojas: basgitaar
- Omar Hakim: drums
- Guy St. Onge: marimba

## Liveversie Tina Turner en David Bowie
Op 23 maart 1985 zong Bowie het nummer live samen met Turner tijdens haar concert in het National Exhibition Centre in Birmingham, Engeland. Deze versie werd in december 1988 uitgebracht op Turners livealbum Tina Live in Europe. In verschillende landen werd dit nummer ook uitgebracht op single.

### Achtergrond
De plaat werd uitsluitend een hit in Nieuw-Zeeland en het Duitse en Nederlandse taalgebied. In Nieuw-Zeeland werd plaats 21 bereikt, in Zwitserland de zeventiende positie, Duitsland de 39e plaats en in de Eurochart Hot 100 de zeventigste positie.
In Nederland werd de plaat veel gedraaid op de landelijke radiozenders en werd het een hit. De plaat bereikte de nummer 1-positie in zowel de Nederlandse Top 40 als de Nationale Hitparade Top 100. In Vlaanderen bereikte de single de derde positie in zowel de voorloper van de Ultratop 50 als de Radio 2 Top 30.

### Hitnoteringen

#### Nederlandse Top 40
| Hitnotering: 24-12-1988 t/m 25-03-1989 | Hitnotering: 24-12-1988 t/m 25-03-1989 | Hitnotering: 24-12-1988 t/m 25-03-1989 | Hitnotering: 24-12-1988 t/m 25-03-1989 | Hitnotering: 24-12-1988 t/m 25-03-1989 | Hitnotering: 24-12-1988 t/m 25-03-1989 | Hitnotering: 24-12-1988 t/m 25-03-1989 | Hitnotering: 24-12-1988 t/m 25-03-1989 | Hitnotering: 24-12-1988 t/m 25-03-1989 | Hitnotering: 24-12-1988 t/m 25-03-1989 | Hitnotering: 24-12-1988 t/m 25-03-1989 | Hitnotering: 24-12-1988 t/m 25-03-1989 | Hitnotering: 24-12-1988 t/m 25-03-1989 | Hitnotering: 24-12-1988 t/m 25-03-1989 | Hitnotering: 24-12-1988 t/m 25-03-1989 |
| Week                                   | 1                                      | 2                                      | 3                                      | 4                                      | 5                                      | 6                                      | 7                                      | 8                                      | 9                                      | 10                                     | 11                                     | 12                                     | 13                                     |                                        |
| -------------------------------------- | -------------------------------------- | -------------------------------------- | -------------------------------------- | -------------------------------------- | -------------------------------------- | -------------------------------------- | -------------------------------------- | -------------------------------------- | -------------------------------------- | -------------------------------------- | -------------------------------------- | -------------------------------------- | -------------------------------------- | -------------------------------------- |
| Nummer                                 | 24                                     | 7                                      | 3                                      | 2                                      | 1                                      | 1                                      | 1                                      | 1                                      | 2                                      | 7                                      | 13                                     | 29                                     | 39                                     | uit                                    |

#### Nationale Hitparade Top 100
| Hitnotering: 10-12-1988 t/m 15-04-1989 | Hitnotering: 10-12-1988 t/m 15-04-1989 | Hitnotering: 10-12-1988 t/m 15-04-1989 | Hitnotering: 10-12-1988 t/m 15-04-1989 | Hitnotering: 10-12-1988 t/m 15-04-1989 | Hitnotering: 10-12-1988 t/m 15-04-1989 | Hitnotering: 10-12-1988 t/m 15-04-1989 | Hitnotering: 10-12-1988 t/m 15-04-1989 | Hitnotering: 10-12-1988 t/m 15-04-1989 | Hitnotering: 10-12-1988 t/m 15-04-1989 | Hitnotering: 10-12-1988 t/m 15-04-1989 | Hitnotering: 10-12-1988 t/m 15-04-1989 | Hitnotering: 10-12-1988 t/m 15-04-1989 | Hitnotering: 10-12-1988 t/m 15-04-1989 | Hitnotering: 10-12-1988 t/m 15-04-1989 | Hitnotering: 10-12-1988 t/m 15-04-1989 | Hitnotering: 10-12-1988 t/m 15-04-1989 | Hitnotering: 10-12-1988 t/m 15-04-1989 | Hitnotering: 10-12-1988 t/m 15-04-1989 | Hitnotering: 10-12-1988 t/m 15-04-1989 |
| Week                                   | 1                                      | 2                                      | 3                                      | 4                                      | 5                                      | 6                                      | 7                                      | 8                                      | 9                                      | 10                                     | 11                                     | 12                                     | 13                                     | 14                                     | 15                                     | 16                                     | 17                                     | 18                                     |                                        |
| -------------------------------------- | -------------------------------------- | -------------------------------------- | -------------------------------------- | -------------------------------------- | -------------------------------------- | -------------------------------------- | -------------------------------------- | -------------------------------------- | -------------------------------------- | -------------------------------------- | -------------------------------------- | -------------------------------------- | -------------------------------------- | -------------------------------------- | -------------------------------------- | -------------------------------------- | -------------------------------------- | -------------------------------------- | -------------------------------------- |
| Nummer                                 | 70                                     | 43                                     | 30                                     | 17                                     | 4                                      | 2                                      | 2                                      | 1                                      | 1                                      | 2                                      | 2                                      | 8                                      | 10                                     | 20                                     | 29                                     | 38                                     | 57                                     | 100                                    | uit                                    |

#### NPO Radio 2 Top 2000
| Nummer met noteringen in de NPO Radio 2 Top 2000 | '99 | '00 | '01 | '02 | '03 | '04 | '05 | '06 | '07 | '08 | '09 | '10 | '11 | '12 | '13 | '14 | '15 | '16 | '17 | '18 | '19 | '20 | '21 | '22 | '23 | '24 |
| ------------------------------------------------ | --- | --- | --- | --- | --- | --- | --- | --- | --- | --- | --- | --- | --- | --- | --- | --- | --- | --- | --- | --- | --- | --- | --- | --- | --- | --- |
| Tonight                                          | 354 | 458 | 647 | 670 | 592 | 444 | 494 | 441 | 458 | 463 | 685 | 609 | 703 | 863 | 783 | 695 | 936 | 612 | 709 | 486 | 506 | 520 | 479 | 573 | 326 | 618 |

1. ↑  Een vetgedrukt getal geeft de hoogste notering aan.